# Rumänische Akademie

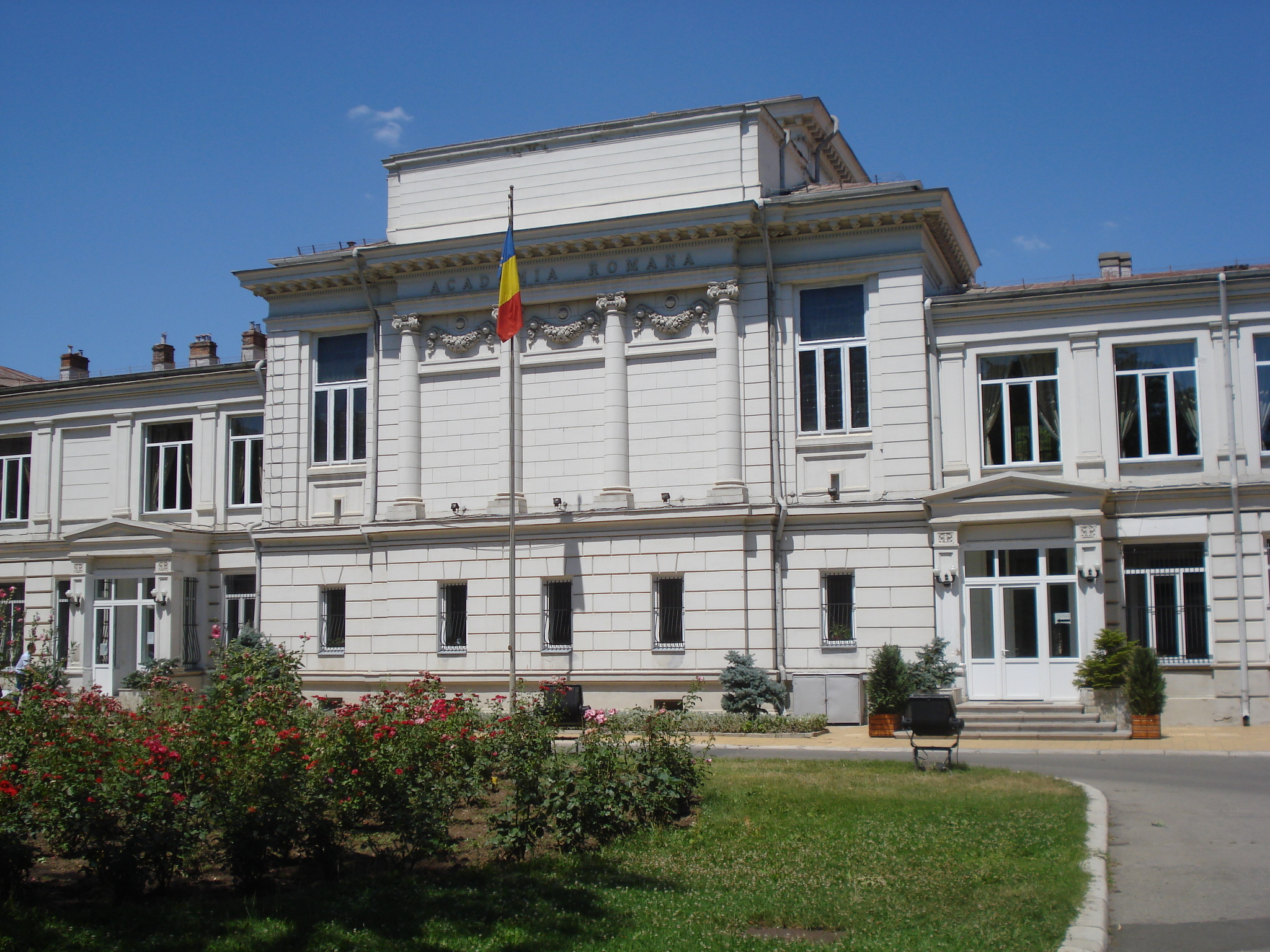
Altbau der Rumänischen Akademie in Bukarest

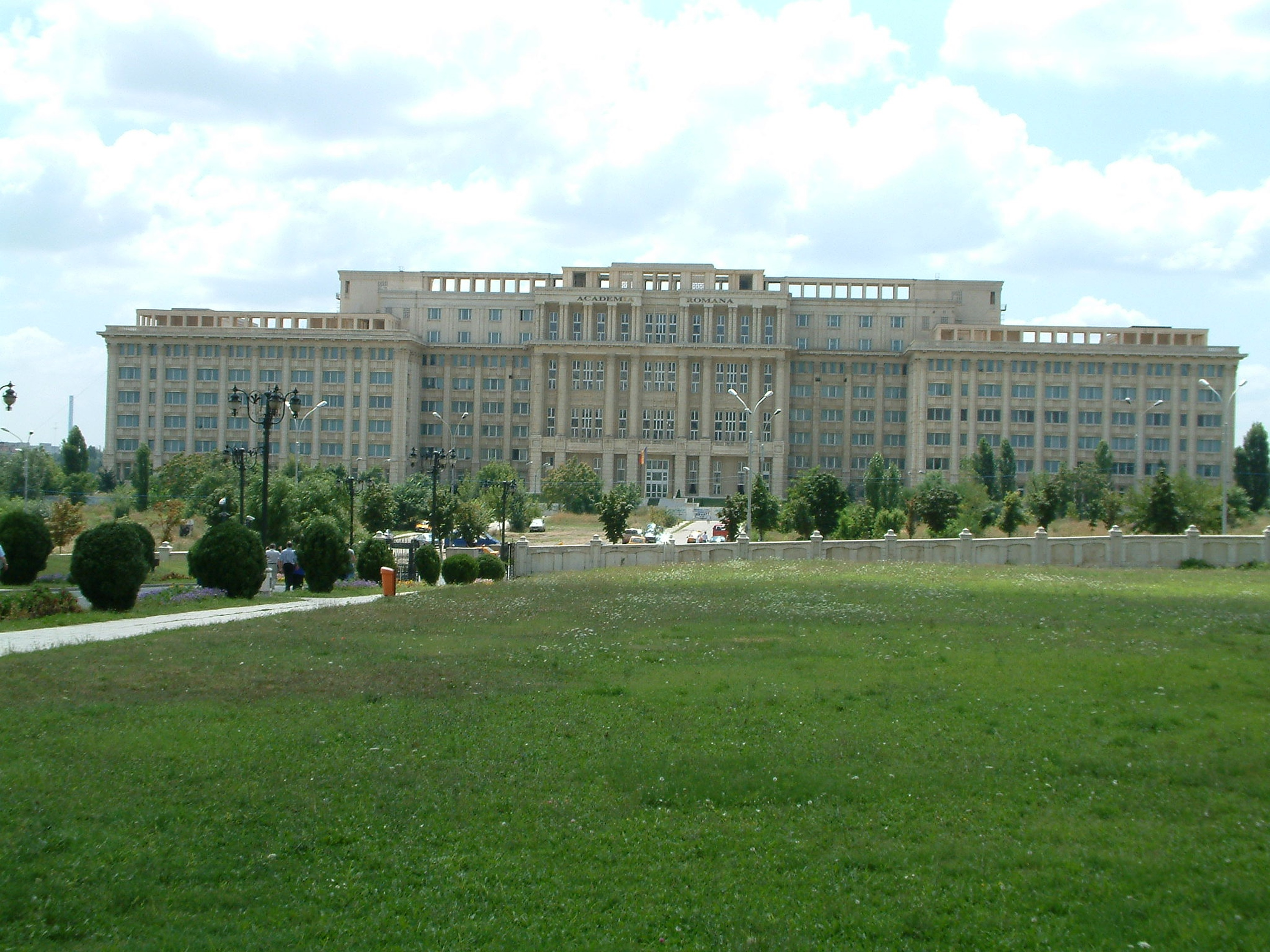
Neubau der Rumänischen Akademie

Die Rumänische Akademie (rumänisch Academia Română) ist das höchste Forum der Wissenschaft und Kultur in Rumänien. Die Akademie wurde 1866 gegründet und hat ihren Sitz in Bukarest und drei Außenstellen in Iași (Jassy), Cluj-Napoca (Klausenburg) und Timișoara (Temeswar).
Nach dem Statut der Akademie kann diese aus maximal 181 Voll- und korrespondierenden Mitgliedern sowie 135 Ehrenmitgliedern, von denen nicht mehr als 40 Mitglieder aus Rumänien sein dürfen, bestehen. Derzeit hat die Akademie 74 Mitglieder, 86 korrespondierende Mitglieder (insgesamt 160), 37 Ehrenmitglieder des Landes und 91 ausländische Ehrenmitglieder (insgesamt 128).
Ziele der Akademie sind die Förderung der rumänischen Kultur, Sprache und Literatur, die Pflege des Wörterbuches der rumänischen Sprache (Dicționarul explicativ al limbii române kurz DEX) und die Förderung der Wissenschaften.

## Geschichte

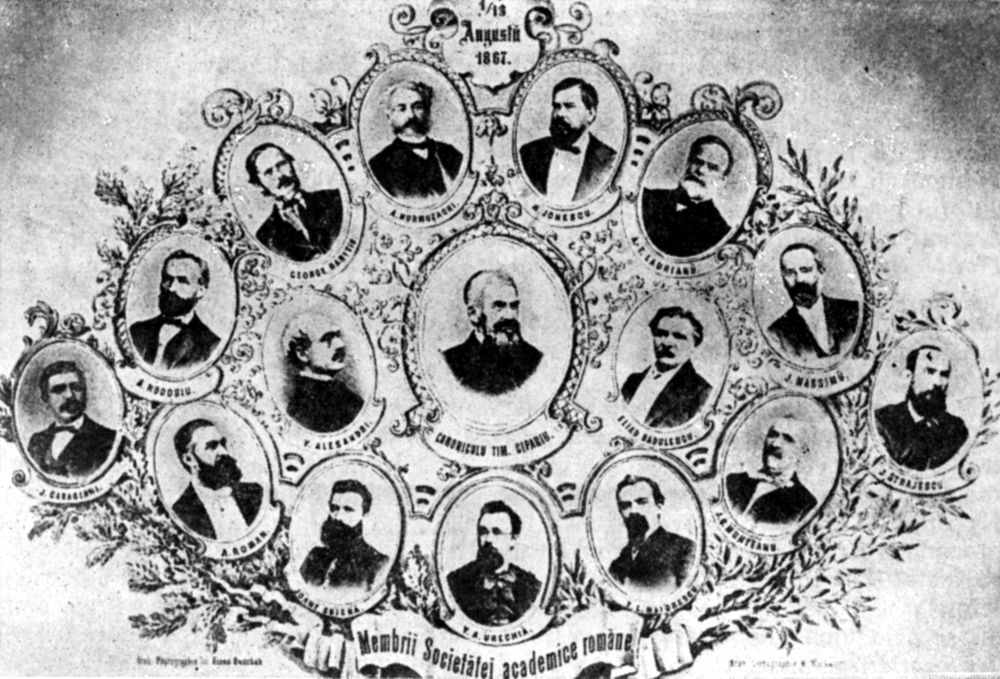
Mitglieder der Rumänischen Akademie im August 1867

Auf Initiative von Constantin Alexandru Rosetti (1816–1885) wurde die Akademie am 1. April 1866 unter dem Namen Societatea Literară Română (Rumänische Gesellschaft der Literatur) gegründet.
Gründungsmitglieder waren Vasile Alecsandri, Vincențiu Babeș, George Bariț, Ioan D. Caragiani, Timotei Cipariu, Dimitrie Cozacovici, Ambrosiu Dimitrovici, Ștefan Gonata, Alexandru Hâjdău, Ion Heliade-Rădulescu (erster Präsident), Iosif Hodoșiu, Alexandru Hurmuzaki, Nicolae C. Ionescu, August Treboniu Laurian, Titu Maiorescu, I. C. Massim, Andrei Mocioni, Gavriil Munteanu, Costache Negruzzi, Alexandru Roman, C.A. Rosetti, Ion G. Sbiera, Constantin Stamati, Ioan Străjescu und V. A. Urechia. Der Name wurde 1867 in Societatea Academică Romînă und 1879 in Academia Română geändert.
Teile der Rumänischen Akademie sind südlich des Parlamentspalastes in einem monumentalen Neubau untergebracht, der auf Betreiben von Elena Ceaușescu begonnen, aber bis heute nicht vollendet wurde. Während der kommunistischen Diktatur war sie Mitglied der Akademie und ließ sich offiziell als „Gelehrte von Weltruhm“ bezeichnen, obwohl sie gar keinen Studienabschluss besaß.

## Präsidenten
- Ion Heliade-Rădulescu 1867–1870
- August Treboniu Laurian 1870–1872
- Nicolae Crețulescu 1872–1873
- August Treboniu Laurian 1873–1876
- Ion Ghica 1876–1882
- Dimitrie Alexandru Sturdza 1882–1884
- Ion Ghica 1884–1887
- Mihail Kogălniceanu 1887–1890
- Ion Ghica 1890–1893
- George Bariț 1893
- Iacob C. Negruzzi 1893–1894
- Ion Ghica 1894–1895
- Nicolae Crețulescu 1895–1898
- Petru Poni 1898–1901
- Petre S. Aurelian 1901–1904
- Ioan Kalinderu 1904–1907
- Anghel Saligny 1907–1910
- Iacob C. Negruzzi 1910–1913
- Constantin I. Istrati 1913–1916
- Petru Poni 1916–1920
- Dimitrie Onciul 1920–1923
- Iacob C. Negruzzi 1923–1926
- Emil Racoviță 1926–1929
- Ioan Bianu 1929–1932
- Ludovic Mrazec 1932–1935
- Alexandru Lapedatu 1935–1938
- Constantin Rădulescu-Motru 1938–1941
- Ion Th. Simionescu 1941–1944
- Dimitrie Gusti 1944–1946
- Andrei Rădulescu 1946–1948
- Traian Săvulescu 1948–1959
- Athanase Joja 1959–1963
- Ilie G. Murgulescu 1963–1966
- Miron Nicolescu 1966–1975
- Theodor Burghele 1976–1977
- Gheorghe Mihoc 1980–1981
- Radu Voinea 1984–1990
- Mihai Corneliu Drăgănescu 1990–1994
- Virgiliu Niculae Constantinescu 1994–1998
- Ioan Eugen Simion 1998–2006
- Ionel Haiduc 2006–2014
- Ionel Valentin Vlad 2014–2017
- Ioan Aurel Pop, ab 2018

## Institute
Die Rumänische Akademie gliedert sich in 14 technische, sozialökonomische und geisteswissenschaftliche Forschungsabteilungen mit insgesamt 65 Forschungsinstituten. Die bedeutendsten sind:
- Astronomisches Institut
- Biochemisches Institut
- Biologisches Institut
- Mathematisches Institut